# Метрополія Франції

Мапа метрополії Франції

Метрополія Франції (фр. France métropolitaine) або французька метрополія — європейська частина Франції, яка охоплює території на континенті та найближчі острови в Атлантичному океані, Ла-Манші і Середземному морі (зокрема острів Корсику). Це дещо застарілий вираз, оскільки остання офіційна колонія Франції, Алжир, здобула незалежність ще 1962 року, а слово «метрополія» передбачає наявність колоній. Заморські володіння Франції не носять статусу колоній, оскільки за конституцією 1946 року було створено Французький союз. Офіційний юридичний термін (наприклад, що вживається в офіційних документах Європейського союзу) — європейська територія Франції (фр. territoire européen de la France).
Однак у розмовній мові термін «французька метрополія» (або просто метрополія) протиставляється заморським володінням Франції, тобто тим територіям Французької республіки, які знаходяться поза територією Європи.
Площа метрополії — 543.963 км², тобто вона становить 85,9% від загальної території країни. На січень 2014 року населення метрополії сягало 63.928.608 жителів, тобто 97,1% від загальної кількості.
Іноді використовується термін «континентальна Франція» (фр. France continentale), яка охоплює метрополію Франції за винятком Корсики.
Саме від умовно шестикутної форми метрополійної території Франції на мапі походить поширений перифраз Франції «шестикутник» (фр. Hexagone), шестикутник нерідко відображався на французьких монетах, символізуючи Францію. Щоправда, порівняння Франції з шестикутником є відносно недавнім.